# 莱洛日昂若萨斯
莱洛日昂若萨斯（法語：Les Loges-en-Josas，法語發音：[le lɔʒ ɑ̃ ʒozas]）是法国伊夫林省的一个市镇，属于凡尔赛区。

## 地理
莱洛日昂若萨斯（48°45'46"N, 2°8'30"E）面积2.48 平方千米，位于法国法蘭西島大區伊夫林省，该省份为法国北部内陆省份，北起瓦兹河谷省，西接厄尔省，西南接厄尔-卢瓦省，东南接埃松省，东临上塞纳省。
与莱洛日昂若萨斯接壤的市镇（或旧市镇、城区）包括：比克、茹伊昂若萨斯、图叙勒诺布勒。

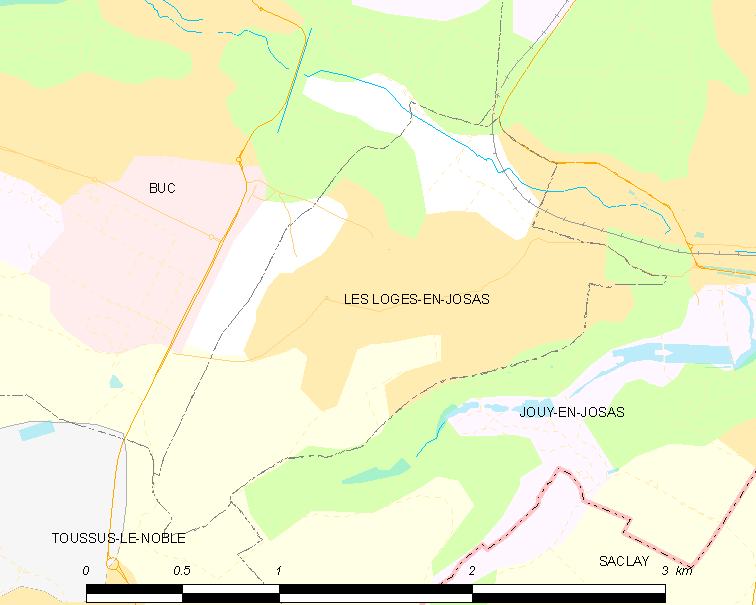
莱洛日昂若萨斯的OSM定位图

莱洛日昂若萨斯的时区为UTC+01:00、UTC+02:00（夏令时）。

## 行政
莱洛日昂若萨斯的邮政编码为78350，INSEE市镇编码为78343。

## 政治
莱洛日昂若萨斯所属的省级选区为凡尔赛第二县。

## 人口

1962-2008年间莱洛日昂若萨斯人口变化图示

莱洛日昂若萨斯于2022年1月1日时的人口数量为1655人。